# Ałtajewo
Ałtajewo (ros. Алтаево) – wieś (dieriewnia) w Rosji, w Baszkortostanie, w rejonie burajewskim. W 2010 liczyła 261 mieszkańców, głównie Udmurtów.